# 熊本県道172号大津停車場線
熊本県道172号大津停車場線（くまもとけんどう172ごう おおづていしゃじょうせん）は、熊本県菊池郡大津町を通る一般県道である。

## 概要
JR九州豊肥本線肥後大津駅と熊本県道30号大津植木線を結んでいる。

### 路線データ
- 起点：熊本県菊池郡大津町大字室（豊肥本線 肥後大津駅前）
- 終点：熊本県菊池郡大津町大字室（熊本県道30号大津植木線交点）

## 地理

### 通過する自治体
- 菊池郡大津町

### 交差する道路
| 交差する道路           | 交差する場所 | 交差する場所 |
| ---------------------- | ------------ | ------------ |
| 熊本県道30号大津植木線 | 大字室       | 終点         |

### 沿線
- JR九州豊肥本線 肥後大津駅
- 大津町役場